# Gmina Konguta
Gmina Konguta (est. Konguta vald) – gmina wiejska w Estonii, w prowincji Tartu.
W 2017 roku gmina Konguta połączyła się z gminami Puhja, Rannu i Rõngu tworząc gminę Elva.
W skład gminy wchodzi:
- 16 wsi: Annikoru, Kapsta, Karijärve, Kobilu, Konguta, Kurelaane, Külaaseme, Lembevere, Majala, Metsalaane, Mäeotsa, Mälgi, Poole, Pööritsa, Vahessaare, Vellavere.